# Rhachitheciopsis tisserantii
Rhachitheciopsis tisserantii är en bladmossart som beskrevs av Potier de la Varde 1926. Rhachitheciopsis tisserantii ingår i släktet Rhachitheciopsis och familjen Rhachitheciaceae. Inga underarter finns listade i Catalogue of Life.